# Bernd Hennig
Bernd Hennig (* 23. Januar 1952 in Heilbronn) ist ein deutscher Bildhauer und Objektkünstler.

## Biografie
Hennig wurde 1952 in Heilbronn geboren. Nach einer Offsetdruckerlehre von 1969 bis 1972 holte er die Fachhochschulreife nach, um von 1974 bis 1978 Grafikdesign bei Jürgen Brodwolf und Peter Jacobi an der Fachhochschule für Gestaltung in Pforzheim zu studieren, von 1978 bis 1982 schloss sich noch ein Bildhauerei-Studium an der Kunstakademie Karlsruhe bei Hiromi Akiyama und Otto Herbert Hajek an.
Seit 1976 ist Hennig als freier Bildhauer tätig. 1977 erlangte er den Kunstpreis Forum junger Kunst, 1980 ein Stipendium der Kunststiftung Baden-Württemberg. Von 1983 bis 1990 hatte er einen Lehrauftrag für das Fach Zeichnen an der Pforzheimer Fachhochschule.
Von 1994 bis 2017 hatte eine Professur an der Fachhochschule Anhalt in Dessau-Roßlau im Fachbereich Design.
Hennigs Hauptwerk sind großformatige Skulpturen aus Stahl sowie kleinere Objekte aus verschiedenen Materialien, darunter auch Monotypien und weitere Arbeiten in Mischtechnik auf Papier.
Werke von Hennig waren bei zahlreichen Einzel- und Gruppenausstellungen seit 1977 insbesondere in Südwestdeutschland zu sehen. In Stuttgart und anderen Orten befinden sich Objekte von Hennig als Kunstwerke im öffentlichen Raum, darunter zwei Objekte, die er für die Landesgartenschau-Gelände in Heilbronn und Freiburg im Breisgau 1985 und 1986 geschaffen hat. Zahlreiche seiner Arbeiten wurden für öffentliche Sammlungen aufgekauft, darunter für die Galerie der Stadt Stuttgart, das Landratsamt Enzkreis, das Ministerium für Wissenschaft und Kunst Baden-Württemberg und die Regierungspräsidien Stuttgart und Karlsruhe.
Bernd Hennig ist Mitglied im Deutschen Künstlerbund. Er lebt in Birkenfeld bei Pforzheim.

## Werke im öffentlichen Raum

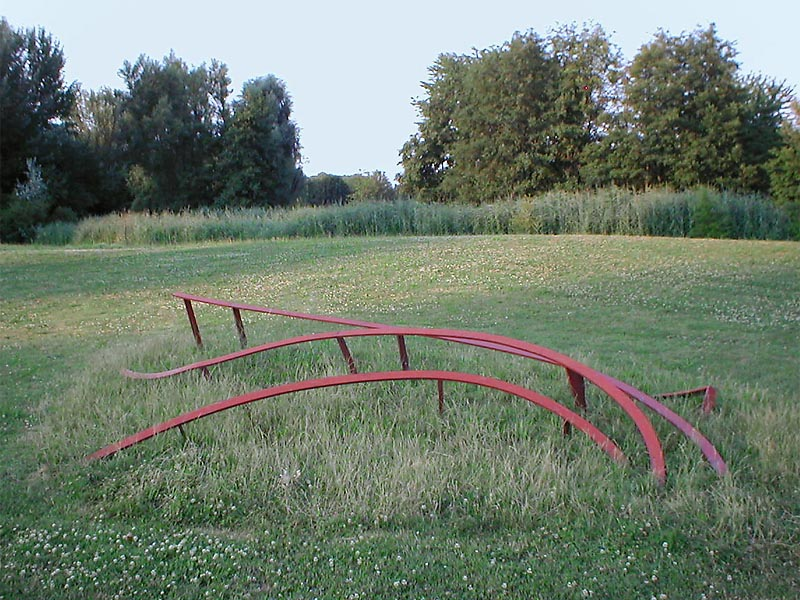
Heilbronner Stück, Wertwiesenpark Heilbronn

- Heilbronner Stück (1985), Heilbronn
- Promenade (1986), Freiburg im Breisgau
- Zick-Zack (1988), Dotternhausen
- Polizeiskulptur (1990), Stuttgart-Untertürkheim, Polizeirevier[2]
- Kübelbrunnen (1991), Stuttgart-Degerloch, Bezirksrathaus Degerloch
- Pfeiffer & May Skulptur (1992), Offenburg
- Zollskulptur (1994), Stuttgart-Ost, Hauptzollamt